# Verdun-en-Lauragais
Pour les articles homonymes, voir Verdun (homonymie) et Lauragais.
Verdun-en-Lauragais  est une commune française située dans le nord-ouest du département de l'Aude en région Occitanie. Avant le décret du 7 août 1958, la commune s'appelait Verdun.
Sur le plan historique et culturel, la commune fait partie du Lauragais, l'ancien « Pays de Cocagne », lié à la fois à la culture du pastel et à l’abondance des productions, et de « grenier à blé du Languedoc ». Exposée à un climat océanique altéré, elle est drainée par le ruisseau de Tenten, la Migaronne, le Rec de Riplou, le ruisseau d'Ayguebelle. La commune possède un patrimoine naturel remarquable composé d'une zone naturelle d'intérêt écologique, faunistique et floristique.
Verdun-en-Lauragais est une commune rurale qui compte 289 habitants en 2022, après avoir connu un pic de population de 770 habitants en 1841. Elle fait partie de l'aire d'attraction de Castelnaudary. Ses habitants sont appelés les Verdunois ou  Verdunoises.

## Géographie
La commune est limitrophe du département du Tarn.
Verdun-en-Lauragais est adossée au sud de la montagne Noire, entre 195 et 616 m d'altitude.

### Communes limitrophes
Les communes limitrophes sont  Labécède-Lauragais, Les Brunels, Les Cammazes, Saint-Papoul, Villemagne et Villespy.
| Les Brunels        | Les Cammazes (Tarn) |            |
| Labécède-Lauragais | Verdun-en-Lauragais | Villemagne |
| Saint-Papoul       | Villespy            |            |

### Climat
Pour des articles plus généraux, voir Climat de l'Occitanie et Climat de l'Aude.
En 2010, le climat de la commune est de type climat océanique altéré, selon une étude s'appuyant sur une série de données couvrant la période 1971-2000. En 2020, Météo-France publie une typologie des climats de la France métropolitaine dans laquelle la commune est toujours exposée à un climat océanique altéré et est dans la région climatique Aquitaine, Gascogne, caractérisée par une pluviométrie abondante au printemps, modérée en automne, un faible ensoleillement au printemps, un été chaud (19,5 °C), des vents faibles, des brouillards fréquents en automne et en hiver et des orages fréquents en été (15 à 20 jours).
Pour la période 1971-2000, la température annuelle moyenne est de 12,5 °C, avec une amplitude thermique annuelle de 15,4 °C. Le cumul annuel moyen de précipitations est de 941 mm, avec 10,7 jours de précipitations en janvier et 5,6 jours en juillet. Pour la période 1991-2020, la température moyenne annuelle observée sur la station météorologique la plus proche, située sur la commune de Labécède-Lauragais à 5 km à vol d'oiseau, est de 13,2 °C et le cumul annuel moyen de précipitations est de 881,2 mm,. Pour l'avenir, les paramètres climatiques de la commune estimés pour 2050 selon différents scénarios d’émission de gaz à effet de serre sont consultables sur un site dédié publié par Météo-France en novembre 2022.

### Géologie
La plus grande partie du territoire de la commune s'inscrit dans les terrains cristallins de la Montagne Noire.
Depuis la crête sommitale, au nord de la commune, le socle cristallin s'incline vers le sud avec une pente très régulière, de 7,5 % en moyenne. Le dénivelé total est de 421 m (616 à 195 m).
Le socle est entaillé par des vallées étroites et profondes, orientées nord-sud, dont les pentes moyennes atteignent 50-70 %.
Au nord de la crête sommitale se développe un versant beaucoup moins étendu et de pente plus forte (10-20 % en moyenne). Il présente un dénivelé de 130 m, de la crête jusqu'au Tenten

### Hydrographie
Le territoire de la commune est drainé par 4 principaux cours d'eau : le Ruisseau de Tenten et son affluent l'Ayguebelle, la Migaronne et le Riplou.
Le Tenten et l'Ayguebelle ont un cours permanent sur le territoire de la commune leur lit est de 2 à 3 m de large. Le Riplou et la Migaronne sont de plus faibles dimensions et n'ont un cours permanent que dans la partie basse.
L'écoulement des ruisseaux est très rapide, la pente générale du cours étant de l'ordre de 5 à 6 %, et la roche affleure partout dans le lit majeur.
En période de crue, les ruisseaux prennent un caractère torrentiel. Toutefois, les vallées étant très encaissées, les eaux ne sortent pas ou très peu de leur lit. Seuls les quelques prés en fond de vallée du Tenten, aux Trois Moulins et à l'Obit, peuvent être inondés.
La qualité des eaux du Tenten est excellente sur la commune, d'après la carte de l'agence de bassin.
Les rejets dans les ruisseaux sont limités à ceux de la station d'épuration qui traite les eaux usées du village ; il s'agit d'un décanteur-digesteur géré par la Compagnie Lyonnaise des Eaux.
Toutefois, la qualité des eaux, la faune et la flore aquatique ont pu être perturbées par la réalisation récente de nombreuses retenues d'eau destinées à l'irrigation.
Ces retenues contribuent au réchauffement de l'eau et diminuent son oxygénation. Leur utilisation représente des prélèvements importants en période d'étiage.

### Milieux naturels et biodiversité

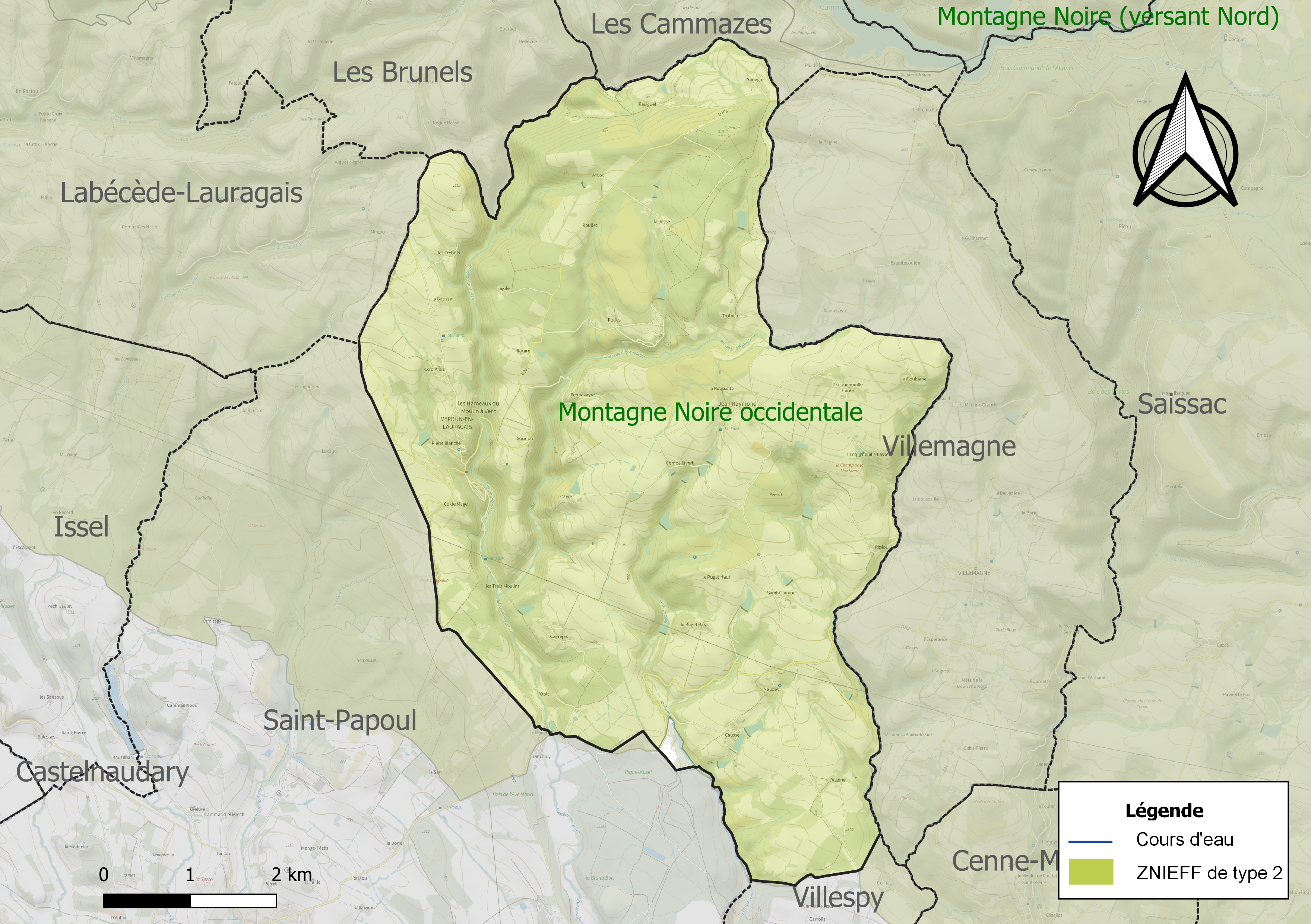
Carte de la ZNIEFF de type 2 localisée sur la commune.

L’inventaire des zones naturelles d'intérêt écologique, faunistique et floristique (ZNIEFF) a pour objectif de réaliser une couverture des zones les plus intéressantes sur le plan écologique, essentiellement dans la perspective d’améliorer la connaissance du patrimoine naturel national et de fournir aux différents décideurs un outil d’aide à la prise en compte de l’environnement dans l’aménagement du territoire.
Une ZNIEFF de type 2 est recensée sur la commune :
la « montagne Noire occidentale » (24 257 ha), couvrant 26 communes dont 25 dans l'Aude et 1 dans le Tarn.

## Urbanisme

### Typologie
Au 1er janvier 2024, Verdun-en-Lauragais est catégorisée commune rurale à habitat très dispersé, selon la nouvelle grille communale de densité à 7 niveaux définie par l'Insee en 2022.
Elle est située hors unité urbaine. Par ailleurs la commune fait partie de l'aire d'attraction de Castelnaudary, dont elle est une commune de la couronne,. Cette aire, qui regroupe 34 communes, est catégorisée dans les aires de moins de 50 000 habitants,.

### Occupation des sols
L'occupation des sols de la commune, telle qu'elle ressort de la base de données européenne d’occupation biophysique des sols Corine Land Cover (CLC), est marquée par l'importance des territoires agricoles (63,7 % en 2018), une proportion sensiblement équivalente à celle de 1990 (64 %). La répartition détaillée en 2018 est la suivante : 
zones agricoles hétérogènes (50,3 %), forêts (36,3 %), prairies (13,4 %). L'évolution de l’occupation des sols de la commune et de ses infrastructures peut être observée sur les différentes représentations cartographiques du territoire : la carte de Cassini (XVIIIe siècle), la carte d'état-major (1820-1866) et les cartes ou photos aériennes de l'IGN pour la période actuelle (1950 à aujourd'hui).

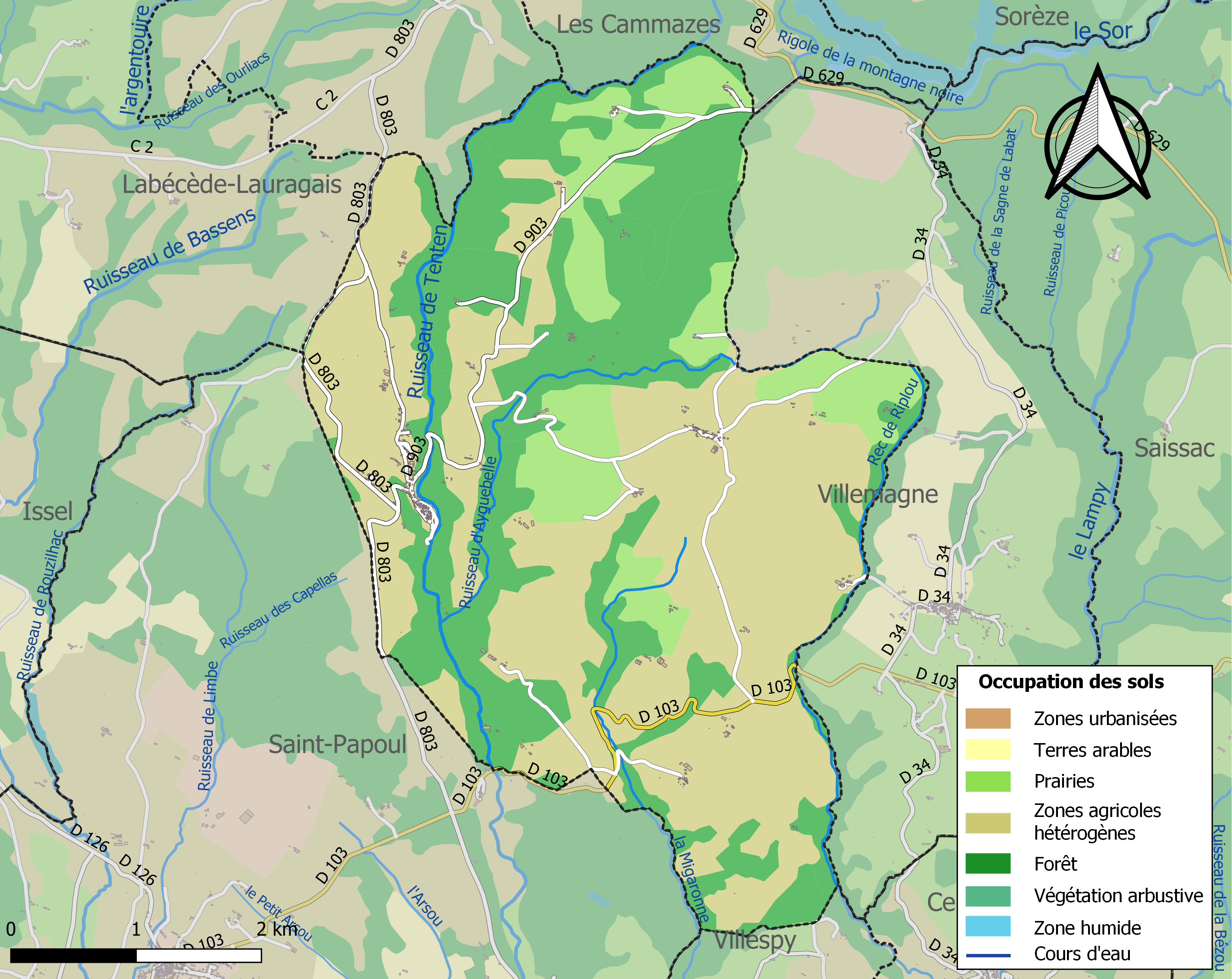
Carte des infrastructures et de l'occupation des sols de la commune en 2018 (CLC).

### Risques majeurs
Le territoire de la commune de Verdun-en-Lauragais est vulnérable à différents aléas naturels : météorologiques (tempête, orage, neige, grand froid, canicule ou sécheresse), feux de forêts et séisme (sismicité très faible). Il est également exposé à un risque particulier : le risque de radon. Un site publié par le BRGM permet d'évaluer simplement et rapidement les risques d'un bien localisé soit par son adresse soit par le numéro de sa parcelle.

#### Risques naturels
Le retrait-gonflement des sols argileux est susceptible d'engendrer des dommages importants aux bâtiments en cas d’alternance de périodes de sécheresse et de pluie. 48,6 % de la superficie communale est en aléa moyen ou fort (75,2 % au niveau départemental et 48,5 % au niveau national). Sur les 230 bâtiments dénombrés sur la commune en 2019, 115 sont en aléa moyen ou fort, soit 50 %, à comparer aux 94 % au niveau départemental et 54 % au niveau national. Une cartographie de l'exposition du territoire national au retrait gonflement des sols argileux est disponible sur le site du BRGM,.

#### Risque particulier
Dans plusieurs parties du territoire national, le radon, accumulé dans certains logements ou autres locaux, peut constituer une source significative d’exposition de la population aux rayonnements ionisants. Certaines communes du département sont concernées par le risque radon à un niveau plus ou moins élevé. Selon la classification de 2018, la commune de Verdun-en-Lauragais est classée en zone 3, à savoir zone à potentiel radon significatif.

## Toponymie
Le village doit son nom, d'origine gauloise, (Viro : tournant[Information douteuse] et Duno : colline), à son implantation sur un promontoire rocheux inscrit dans une boucle formée par deux ruisseaux : le Tenten (on prononce ici tout comme les Belges "tintin") et la Goutine.

## Histoire
Le nom du village est d'origine gauloise, mais aucun document ne mentionne le village au XIe siècle.
Le 7 août 1152, les fils d’Hugues de Saissac, seigneur de Saissac, annoncent à leur suzerain, le vicomte Raymond de Trencavel, qu’ils vont construire au lieu de Verdun un castrum. Le castrum de Verdun est implanté sur un promontoire rocheux inscrit dans une boucle formée par deux ruisseaux, le Tenten et la Goutine permettant de voir toute la plaine jusqu'aux Pyrénées. Le village est ceinturé de remparts et accessible par deux portes, la porte d'aval et la porte du Cers.
Le Lauragais est un foyer du catharisme entraînant la croisade des albigeois. Après la conquête des possessions de la maison de Trencavel, la révolte des petits seigneurs locaux vers 1240 a conduit Louis IX à faire des restitutions partielles qui se sont étendus à un grand nombre de proscrits. Jourdain de Saissac a pu récuper la 4e partie de la seigneurie de Verdun. Le 16 juillet 1253, il la vend à Guillaume Pia, sénéchal de Carcassonne entre 1248 et 1252, seigneur de Ferrals depuis son achat à l'abbaye de Saint-Papoul. Entre 1327 et 1329, Guillaume Pia, chevalier, est nommé seigneur de Verdun.
En 1305, toute la population de Verdun est déportée à Carcassonne pour interrogatoire. Parmi les 25 cathares brûlés à Toulouse entre 1308 à 1321, 5 sont originaires de Verdun.
Pendant la guerre de Cent Ans, le Lauragais souffre des ravages du Prince Noir entraînant de la famine et des épidémies. En 1370, Verdun était une judicature qui regroupait 3 380 feux. Le recensement du diocèse de Saint-Papoul, le 4 janvier 1394, ne compte que de 12 feux imposables dans la communauté de Verdun.
Verdun faisait partie de la baronnie de Ferrals. Antoine de Toulouse-Lautrec est mentionné comme seigneur de Ferrals en 1457. Il a l'entière justice de Verdun et de nombreux droits sur les habitants.
En 1790, Verdun fait partie du district de Castelnaudary dans le département de l'Aude.

## Politique et administration

### Liste des maires
| Période                                  | Période   | Identité            | Étiquette | Qualité |
| ---------------------------------------- | --------- | ------------------- | --------- | ------- |
| Les données manquantes sont à compléter. |           |                     |           |         |
| 1849                                     |           | Honoré Dulignon     |           |         |
| avant 1995                               | ?         | Jacques Bizou       |           |         |
| mars 2001                                | mars 2014 | Christian Pélissier |           |         |
| mars 2014                                | 2020      | Armand d'Agrain     |           |         |
| 25/05/2020                               | En cours  | Monique Vidal       |           |         |

## Démographie
L'évolution du nombre d'habitants est connue à travers les recensements de la population effectués dans la commune depuis 1793. Pour les communes de moins de 10 000 habitants, une enquête de recensement portant sur toute la population est réalisée tous les cinq ans, les populations de référence des années intermédiaires étant quant à elles estimées par interpolation ou extrapolation. Pour la commune, le premier recensement exhaustif entrant dans le cadre du nouveau dispositif a été réalisé en 2007.

En 2022, la commune comptait 289 habitants, en évolution de +4,71 % par rapport à 2016 (Aude : +2,65 %, France hors Mayotte : +2,11 %).
| 1793 | 1800 | 1806 | 1821 | 1831 | 1836 | 1841 | 1846 | 1851 |
| ---- | ---- | ---- | ---- | ---- | ---- | ---- | ---- | ---- |
| 742  | 645  | 667  | 678  | 742  | 731  | 770  | 756  | 751  |

| 1856 | 1861 | 1866 | 1872 | 1876 | 1881 | 1886 | 1891 | 1896 |
| ---- | ---- | ---- | ---- | ---- | ---- | ---- | ---- | ---- |
| 700  | 695  | 672  | 622  | 589  | 608  | 611  | 576  | 570  |

| 1901 | 1906 | 1911 | 1921 | 1926 | 1931 | 1936 | 1946 | 1954 |
| ---- | ---- | ---- | ---- | ---- | ---- | ---- | ---- | ---- |
| 526  | 547  | 530  | 391  | 391  | 378  | 380  | 316  | 272  |

| 1962 | 1968 | 1975 | 1982 | 1990 | 1999 | 2006 | 2007 | 2012 |
| ---- | ---- | ---- | ---- | ---- | ---- | ---- | ---- | ---- |
| 265  | 233  | 219  | 216  | 212  | 231  | 249  | 251  | 274  |

| 2017 | 2022 | - | - | - | - | - | - | - |
| ---- | ---- | - | - | - | - | - | - | - |
| 273  | 289  | - | - | - | - | - | - | - |

## Économie

### Revenus
En 2018  (données Insee publiées en septembre 2021), la commune compte 125 ménages fiscaux, regroupant 275 personnes. La médiane du revenu disponible par unité de consommation est de 20 230 € (19 240 € dans le département).

### Emploi
| Division       | 2008   | 2013   | 2018   |
| -------------- | ------ | ------ | ------ |
| Commune        | 8 %    | 7,3 %  | 11,9 % |
| Département    | 10,2 % | 12,8 % | 12,6 % |
| France entière | 8,3 %  | 10 %   | 10 %   |

En 2018, la population âgée de 15 à 64 ans s'élève à 179 personnes, parmi lesquelles on compte 81,2 % d'actifs (69,3 % ayant un emploi et 11,9 % de chômeurs) et 18,7 % d'inactifs,. En  2018, le taux de chômage communal (au sens du recensement) des 15-64 ans est inférieur à celui du département, mais supérieur à celui de la France, alors qu'en 2008 il était inférieur à celui de la France.
La commune fait partie de la couronne de l'aire d'attraction de Castelnaudary, du fait qu'au moins 15 % des actifs travaillent dans le pôle,. Elle compte 61 emplois en 2018, contre 61 en 2013 et 52 en 2008. Le nombre d'actifs ayant un emploi résidant dans la commune est de 128, soit un indicateur de concentration d'emploi de 47,8 % et un taux d'activité parmi les 15 ans ou plus de 64,8 %.
Sur ces 128 actifs de 15 ans ou plus ayant un emploi, 39 travaillent dans la commune, soit 30 % des habitants. Pour se rendre au travail, 80,2 % des habitants utilisent un véhicule personnel ou de fonction à quatre roues, 1,6 % les transports en commun, 13,5 % s'y rendent en deux-roues, à vélo ou à pied et 4,8 % n'ont pas besoin de transport (travail au domicile).

### Activités hors agriculture
24 établissements sont implantés  à Verdun-en-Lauragais au 31 décembre 2019. Le tableau ci-dessous en détaille le nombre par secteur d'activité et compare les ratios avec ceux du département,.
Le secteur du commerce de gros et de détail, des transports, de l'hébergement et de la restauration est prépondérant sur la commune puisqu'il représente 33,3 % du nombre total d'établissements de la commune (8 sur les 24 entreprises implantées  à Verdun-en-Lauragais), contre 32,3 % au niveau départemental.

### Agriculture
La commune est dans le Lauragais, une petite région agricole occupant le nord-ouest du département de l'Aude,. En 2020, l'orientation technico-économique de l'agriculture  sur la commune est l'élevage d'équidés et/oud' autres herbivores.
|               | 1988  | 2000 | 2010 | 2020 |
| ------------- | ----- | ---- | ---- | ---- |
| Exploitations | 34    | 24   | 19   | 13   |
| SAU (ha)      | 1 459 | 1542 | nd   | 1160 |

Le nombre d'exploitations agricoles en activité et ayant leur siège dans la commune est passé de 34 lors du recensement agricole de 1988  à 24 en 2000 puis à 19 en 2010 et enfin à 13 en 2020, soit une baisse de 62 % en 32 ans. Le même mouvement est observé à l'échelle du département qui a perdu pendant cette période 60 % de ses exploitations,. La surface agricole utilisée sur la commune a également diminué, passant de 1 459 ha en 1988 à 1 160 ha en 2020. Parallèlement la surface agricole utilisée moyenne par exploitation a augmenté, passant de 43 à 89 ha.

## Culture locale et patrimoine

### Lieux et monuments

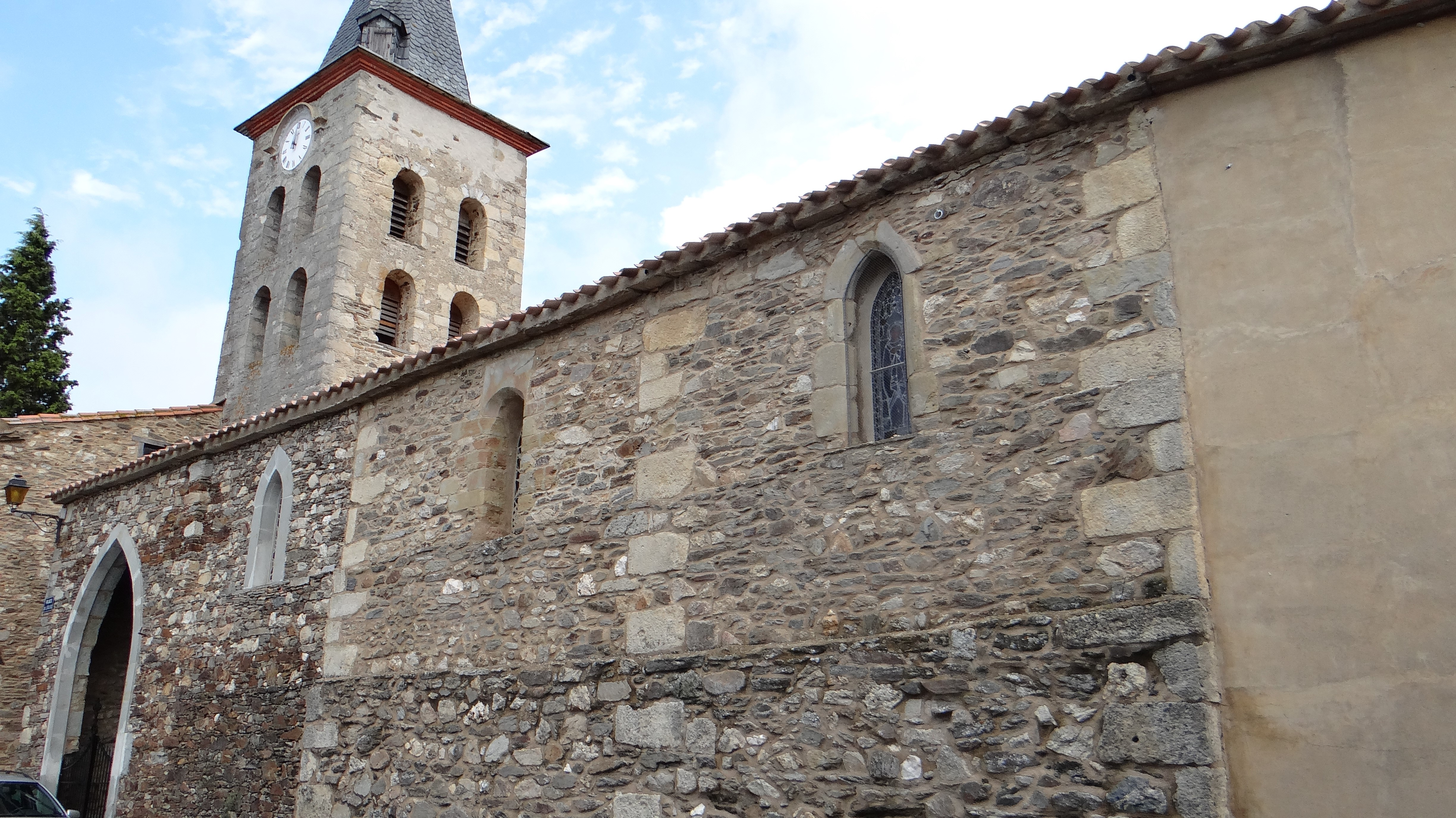
Église Sainte-Marie-Madeleine.

- Église Sainte-Marie-Madeleine de Verdun-en-Lauragais, église paroissiale construite entre 1300 et 1380. L'église est mentionnée en 1317 et dépendait alors de l'évêché de Saint-Papoul qui venait d'être formé aux dépens du diocèse de Pamiers. À la différence des églises de Lauragais, l'église n'a pas de clocher-mur. Son clocher surmonte un passage voûté, probablement une ancienne porte de la ville. L'église faisait partie de la première enceinte du castrum. L'église a été modifiée entre le XVIIe siècle et le XIXe siècle. L'église possède six chapelles latérales. Des changements ont été faits en 1898 avec le déplacement de l'entrée et la construction d'un porche latéral et de deux sacristies entre les contreforts, la restauration de la toiture et l'achat d'un harmonium. La cloche a été remplacée en 1944 et baptisée sous le vocable de Jeanne d'Arc[29].
- D'autres églises ou chapelles existaient sur le territoire de la commune : Notre-Dame de Ferrals, Saint-Pierre de Rupe, Saint-Sauveur de l'Obit[30].

### Personnalités liées à la commune
- Paul Sibra (1889-1951), peintre et dessinateur.

### Héraldique
| Blason de Verdun-en-Lauragais | Blason  | D'argent à trois fusées de gueules posées en fasce. |
| Blason de Verdun-en-Lauragais | Détails | Le statut officiel du blason reste à déterminer.    |